# Koruthaialos butleri
Koruthaialos butleri is een vlinder uit de familie van de dikkopjes (Hesperiidae). De wetenschappelijke naam van de soort is voor het eerst geldig gepubliceerd in 1883 door De Nicéville.